# Costco
Costco Wholesale Corporation — крупнейшая в мире сеть складов (магазинов) самообслуживания клубного типа.
Пятое по величине продаж розничное торговое предприятие в США.
Компания в 2022 году занимала 11-е место в списке крупнейших компаний США Fortune 500. В списке крупнейших публичных компаний мира Forbes Global 2000 Costco заняла 123-е место.

## Описание
В целом Costco фокусируется на продаже товаров ограниченного числа производителей по минимальным ценам. Ориентация на небольшой круг производителей максимизирует продажи определённых марок продукции, что позволяет получать от производителей дополнительные скидки. На складах компании обычно имеется около 4 тыс. наименований товаров (значительно меньше, чем в супермаркетах), однако они приобретаются у производителей большими партиями. Часть продукции продаётся под собственным брендом Kirkland Signature. При большинстве складов имеются автозаправки.

### Клубная система
Годовое членство в клубной системе Costco стоит $60 в США. В других странах сумма членских взносов также примерно равна $60 в национальной валюте. Основная масса членов клуба — предприниматели, покупающие товары для перепродажи.
Покупки совершаемые на сайте компании не требуют членства, но предполагают 5 % наценку к стандартной цене.
По состоянию на 2022 год клубная система Costco Wholesale насчитывала 118,9 миллионов членов.

## История
Первый такой склад открыли Джеймс Синегал и Джеффри Бротман в Сиэтле 15 сентября 1983 года.
В 1993 году Costco объединилась с Price Club, базировавшейся в Калифорнии. Модель и размеры бизнеса Costco и Price Club были схожими, что позволило быстро провести интеграцию и фактически удвоить размеры бизнеса. Объединённая компания насчитывала 206 точек продаж и имела годовой оборот более $16 млрд. Изначально управление компании осуществлялось совместно менеджерами и основателями обеих компаний, но уже в 1994 году основатели компании Сол и Роберт Прайс покинули PriceCostco и основали компанию Price Enterprises.
В 1999 году компания получила своё современное название — Costco Wholesale.

## Собственники и руководство
Акции компании котируются на бирже Nasdaq с 1985 года. Институциональным инвесторам по состоянию на начало 2023 года принадлежало 69 % акций, крупнейшими из них были: The Vanguard Group (8,9 %), BlackRock (6,8 %), State Street Global Advisors (4,3 %), FMR Co., Inc. (2,2 %), Morgan Stanley (1,9 %), Geode Capital Management (1,8 %), Bank of America (1,8 %)
- Хэмилтон Джеймс (Hamilton E. James, род. 3 февраля 1951 года) — председатель совета директоров с августа 2017 года; также вице-председатель инвестиционной группы Blackstone.
- Крейг Джелинек (W. Craig Jelinek, род. 8 августа 1952 года) — главный исполнительный директор (CEO) с 2012 года.
- Рон Вакрис (Ron M. Vachris) — президент и главный операционный директор с февраля 2022 года.

## Деятельность

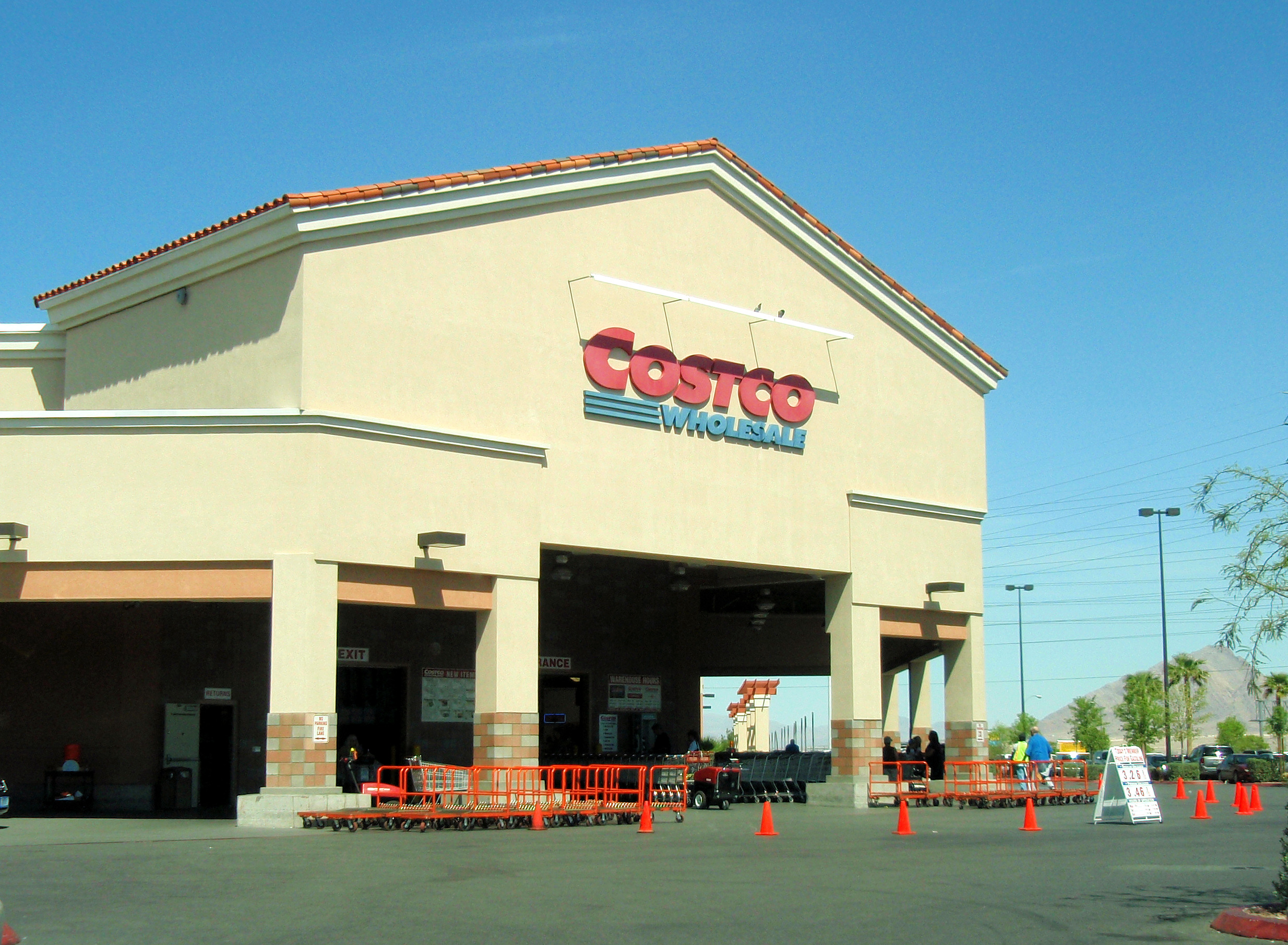
Магазин компании в Хендерсоне, штат Невада

Costco Wholesale является крупнейшей в мире в своём сегменте. Хотя по количеству точек продаж компания уступает Sam’s Club, по объёму реализации занимает 1-е место. Помимо складов-магазинов компании принадлежат интернет-магазины в США, Канаде, Мексике, Великобритании, Южной Корее, Тайване, Японии и Австралии. Из 227 млрд долларов выручки в 2021/22 финансовом году на США пришлось 165 млрд, на Канаду — 32 млрд, на другие страны — 30 млрд.
По состоянию на конец 2022 года сеть компании насчитывала 847 магазинов:
- 583 — США и Пуэрто-Рико
- 107 — Канада
- 40 — Мексика
- 31 — Япония
- 29 — Великобритания
- 18 — Южная Корея
- 14 — Тайвань
- 14 — Австралия
- 4 — Испания
- 2 — Франция
- 2 — КНР
- 1 — Новая Зеландия
- 1 — Швеция
- 1 — Исландия

|                      | 2006  | 2007  | 2008  | 2009  | 2010  | 2011  | 2012  | 2013  | 2014  | 2015  | 2016  | 2017  | 2018  | 2019  | 2020  | 2021  | 2022  |
| -------------------- | ----- | ----- | ----- | ----- | ----- | ----- | ----- | ----- | ----- | ----- | ----- | ----- | ----- | ----- | ----- | ----- | ----- |
| Выручка              | 58,96 | 63,09 | 70,98 | 69,89 | 76,26 | 88,91 | 99,14 | 105,1 | 112,6 | 116,2 | 118,7 | 129,0 | 141,6 | 152,7 | 166,8 | 195,9 | 227,0 |
| Чистая прибыль       | 1,103 | 1,083 | 1,283 | 1,086 | 1,303 | 1,462 | 1,709 | 2,039 | 2,058 | 2,377 | 2,350 | 2,679 | 3,134 | 3,659 | 4,002 | 5,007 | 5,844 |
| Активы               | 17,50 | 19,61 | 20,68 | 21,98 | 23,82 | 26,76 | 27,14 | 30,28 | 33,02 | 33,44 | 33,16 | 36,35 | 40,83 | 45,40 | 55,56 | 59,27 | 64,17 |
| Собственные средства | 9,147 | 8,626 | 9,194 | 10,02 | 10,83 | 12,00 | 12,36 | 10,83 | 12,30 | 10,62 | 12,08 | 10,78 | 12,80 | 15,24 | 18,28 | 17,56 | 20,64 |

Примечание. Компания заканчивает финансовый год в конце августа.

## Журнал
Для членов клуба с 1997 года издаётся журнал Costco Connection, освещающий ассортимент товаров и услуг, которые продаются в магазинах. По состоянию на 2024 год ежемесячный тираж журнала составлял 15,4 млн экземпляров (ещё 300 тыс. распространяются через склады Costco), он был третьим по размеру тиража печатным изданием в США после издаваемых американской ассоциацией пенсионеров AARP: The Magazine и AARP Bulletin.

## В искусстве
- В фильме «Дружинники» в сети Costco менеджером работает один из главных героев в исполнении Бена Стиллера.
- В фильме «Идиократия» Costco изображен целым городом со своим метро, полицией и университетом.
- В сериале «Трудности ассимиляции» главная героиня Джессика любит этот магазин и пытается заставить одного из детей ходить с ней в Costco вместо церкви, но в итоге передумывает.